# Fabomyia medicaginis
Fabomyia medicaginis är en tvåvingeart som först beskrevs av Ewald Rübsaamen 1912.  Fabomyia medicaginis ingår i släktet Fabomyia och familjen gallmyggor. Inga underarter finns listade i Catalogue of Life.